# Українська мова (журнал)
«Украї́нська мо́ва» — науково-теоретичний рецензований журнал Інституту української мови HAH України. Видається з 2001 року 4 рази на рік. Належить до переліку фахових видань України категорії «Б». Галузь знань — філологічні науки (мовознавство).
Журнал друкує матеріали, присвячені актуальним проблемам української мови, зокрема теоретичні праці з граматики, словотвору, діалектології, соціолінгвістики, культури мовлення, проблем правопису, кодифікації норми, лексикології, лексикографії, наукової термінології, історії української мови та її зв'язків з іншими мовами, історії лінгвоукраїністики тощо. На сторінках журналу публікують огляди новинок з українського мовознавства та рецензії на видання, які становлять помітне явище у мовознавстві. Крім цього, журнал публікує статті, присвячені ювілеям видатних мовознавців, висвітлює проблеми, порушувані на мовознавчих форумах, симпозіумах, конференціях та конгресах.
Засновники журналу — Національна академія наук України та Інститут української мови НАН України. Головний редактор — Катерина Григорівна Городенська.